# Robert Menzies
 (septembre 2022).
Si vous disposez d'ouvrages ou d'articles de référence ou si vous connaissez des sites web de qualité traitant du thème abordé ici, merci de compléter l'article en donnant les références utiles à sa vérifiabilité et en les liant à la section « Notes et références ».
Pour les articles homonymes, voir Menzies.
Sir Robert Gordon Menzies né le 20 décembre 1894 à Jeparit (colonie du Victoria) et mort le 15 mai 1978 à Melbourne (Victoria), est un homme d'État australien qui fut le douzième Premier ministre d'Australie et reste encore celui qui occupa le plus longtemps ce poste : dix-huit ans et demi. 
Il arriva jeune à ce poste mais y connut un échec sévère qui le conduisit à huit ans de traversée du désert dans l'opposition, période pendant laquelle il fonda le Parti libéral. Il redevint Premier ministre aux élections de 1949 et resta à ce poste jusqu'à sa retraite politique en 1966. Il avait la réputation d'être un brillant orateur tant dans l'enceinte du parlement que pendant les campagnes électorales avec par exemple le lancement de l'expression the forgotten people (« le peuple oublié ») pour parler des classes moyennes.

## Biographie
Né le 20 décembre 1894 à Jeparit, une petite ville de la région de Wimmera dans l'ouest de l'État du Victoria, il était le fils de James et Kate Menzies (née Sampson). Son père était commerçant, fils de petits fermiers écossais qui avaient émigré en Australie au milieu des années 1850 à l'époque de la ruée vers l'or. Son grand-père maternel, John Sampson, était un mineur originaire de Penzance qui lui aussi était venu chercher fortune dans les mines d'or de Ballarat au Victoria. Son père et un de ses oncles avaient été membres du Parlement du Victoria tandis qu'un autre de ses oncles avait été député au Parlement fédéral. Il était fier de ses origines écossaises et son surnom de « Ming » qui le poursuivra toute sa carrière vient de la prononciation écossaise « Mingus » de son nom.
Menzies fit d'abord ses études dans la petite école communale de son village puis plus tard dans des établissements privés à Ballarat et à Melbourne avant de commencer des études de droit à l'université de Melbourne.
Quand la Première Guerre mondiale éclata, Menzies avait 19 ans et un bureau d'engagement fut ouvert pour les volontaires dans son université. Menzies ne s'enrôla pas à la différence de nombre de ses collègues. On expliqua plus tard que sa famille avait suffisamment participé aux efforts de guerre avec l'enrôlement de ses frères et qu'on lui avait conseillé de poursuivre ses études. Cependant Menzies de par lui-même n'a jamais donné d'explication sur son refus de s'engager. Il put poursuivre brillamment ses études tout en se déclarant un ardent partisan de la guerre et du service militaire. Il obtint son diplôme en 1918. Il devint très rapidement un des meilleurs avocats de Melbourne et commença à s'enrichir. En 1920, il épousa Pattie Leckie, la fille d'un sénateur fédéral du « Nationalist Party » qui aurait eu une influence modératrice sur lui.
En 1928, Menzies abandonna son affaire pour entrer comme sénateur du « Nationalist Party of Australia » au Sénat du Victoria (« the Victorian Legislative Council »). Sa candidature faillit presque échouer lorsqu'un groupe d'anciens combattants l'attaqua dans les journaux pour ne pas s'être engagé pendant la Première Guerre mondiale mais il réussit tout de même à être élu. L'année suivante, il se présenta comme député à l'Assemblée législative du Victoria (« the Legislative Assembly »), fut élu et devint ministre puis vice-Premier ministre du gouvernement conservateur de l'État jusqu'en 1934.
Menzies entra au Parlement fédéral en 1934 comme membre du « United Australia Party (UAP) ». Il fut immédiatement nommé ministre de la Justice et ministre de l'Industrie dans le gouvernement de Joseph Lyons et devint rapidement le chef de l'UAP. On le percevait comme le successeur de Joseph Lyons et il fut même accusé d'avoir essayé de le pousser dehors ce qu'il nia toujours. En 1938 il reçut le surnom de « Pig Iron Bob », à la suite du conflit qu'il opposa aux dockers qui refusaient de charger sur les navires du fer qui avait été vendu au Japon. En 1939, cependant, il démissionna de son poste de ministre pour protester contre ce qu'il considérait comme l'« inaction du gouvernement ». Peu après, le 7 avril 1939, Lyons mourut.
Le 26 avril 1939, après que le chef du « Country Party », Sir Earle Page, eut assuré les fonctions de Premier ministre par intérim, Menzies fut élu à la tête de l'UAP et prêta serment comme Premier ministre mais une crise éclata aussitôt quand Page refusa de travailler sous ses ordres. Page accusa Menzies de couardise pour ne pas s'être engagé pendant la Première Guerre mondiale et de traitrise à l'égard de Lyons. Menzies forma alors un gouvernement minoritaire et quand Page fut renversé de son poste de chef du « Country Party » quelques mois plus tard, Menzies reforma la coalition gouvernementale avec le successeur de Page, Archie Cameron. Par la suite, Menzies pardonna à Page, mais sa femme Pattie Menzies ne lui adressa plus jamais la parole.

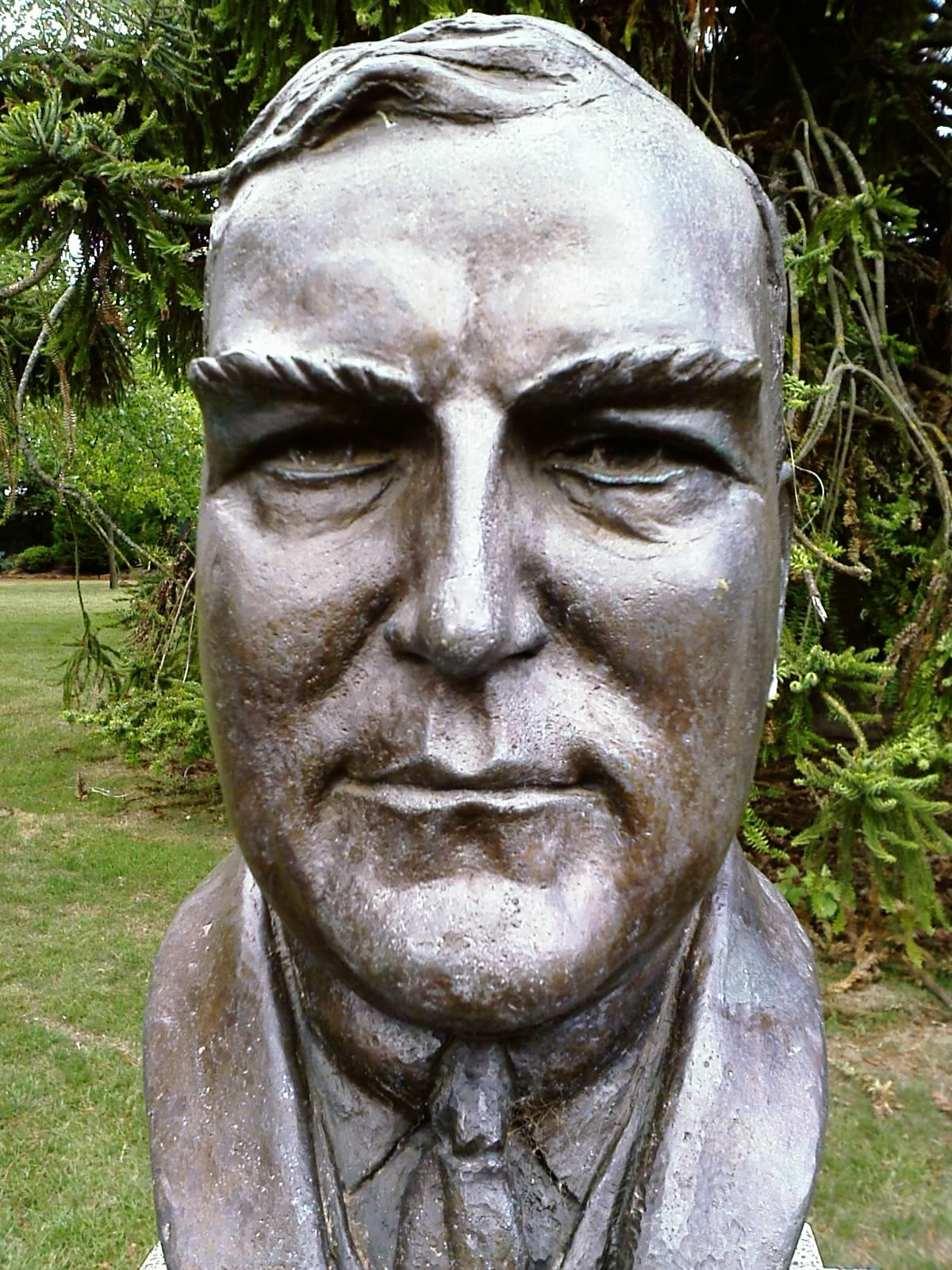
Buste de Robert Menzies à Ballarat.

En septembre 1939, le Royaume-Uni déclara la guerre à l'Allemagne nazie et Menzies se retrouva Premier ministre au moment de la déclaration de guerre. Il fit de son mieux pour rassembler le pays mais son comportement pendant la Première Guerre mondiale et une visite officielle en Allemagne en 1938 où il exprima son admiration pour ce régime nazi alors qu'il était vice-Premier ministre lui enlevèrent beaucoup de crédibilité. Aux élections de 1940, l'UAP fut presque battue et son gouvernement ne survécut que grâce à l'appui de deux députés indépendants. Le parti travailliste, sous la direction de John Curtin, refusa l'offre de Menzies de former un cabinet de coalition de guerre.
En 1941 Menzies passa plusieurs mois au Royaume-Uni pour discuter de stratégie avec Winston Churchill et d'autres hommes politiques alors que son image se dégradait en Australie. L'historien australien David Day suggéra que Menzies avait envisagé de remplacer Winston Churchill comme Premier ministre britannique alors qu'il avait quelque influence à Londres. Cette théorie a été rejetée par d'autres écrivains comme Gerard Henderson. Quand Menzies revint au pays, il se rendit compte qu'il avait perdu tout appui et dut démissionner d'abord le 28 août de son poste de Premier ministre puis de son poste de chef de l'UAP. Le chef du « Country Party », Arthur Fadden, devint Premier ministre. Menzies fut très aigri du comportement de ses collègues et envisagea de quitter la politique.
Le parti travailliste revint au pouvoir un peu plus tard, en octobre 1941, sous la houlette de John Curtin après le renversement du gouvernement Fadden. En 1943, Curtin gagna largement les élections. Pendant l'année 1944, Menzies tint une série de réunions à 'Ravenscraig' une vieille ferme à Aspley pour discuter de la création d'un nouveau parti qui remplacerait l'UAP moribond. Ainsi fut créé le parti libéral qui fut lancé au début de 1945 avec Menzies à sa tête mais le parti travailliste avait le vent en poupe et, en 1946, le successeur de Curtin, Ben Chifley, fut confortablement réélu. La rumeur selon laquelle la droite ne pouvait gagner avec Menzies commença à circuler dans la presse libérale.
Dans les années suivantes cependant l'atmosphère anti-communiste qui accompagna la guerre froide commença à saper l'électorat du parti travailliste. En 1947, Chifley annonça son intention de nationaliser les banques privées australiennes provoquant une immense levée de boucliers des classes moyennes que Menzies sut exploiter avec succès. En 1949, une grève très dure des mineurs australiens, organisée par le parti communiste, ramena des électeurs à Menzies. En décembre 1949 il gagna les élections et redevint Premier ministre.
L'UAP avait tout de même gardé le contrôle du Sénat ce qui rendait la position de Menzies inconfortable. Aussi, en 1951, il proposa un projet de loi pour interdire le Parti Communiste en espérant que le Sénat le rejetterait et lui permettrait alors de dissoudre le Parlement et de provoquer de nouvelles élections mais le parti travailliste laissa faire et une commission d'enquête de la Haute Cour fut créée pour étudier le problème. Elle invalida la proposition du Premier ministre. Plus tard, quand le Sénat rejeta son projet de budget, il provoqua la dissolution des deux assemblées et obtint la majorité dans les deux chambres.
Ensuite, Menzies décida d'organiser un référendum le 22 septembre 1951 pour changer la Constitution et lui permettre d'interdire complètement le Parti Communiste mais le nouveau chef du parti travailliste, le Dr H.V. Evatt, fit campagne pour le non estimant qu'il portait atteinte aux libertés individuelles et Menzies fut battu de peu (2 370 009 voix contre, 2 317 927 voix pour) ce qui fut sa seule défaite électorale. Il envoya des troupes faire la guerre de Corée et mena une politique très proche de celle des États-Unis.
Les conditions économiques se dégradèrent petit à petit et le chef du parti travailliste Evatt était persuadé de gagner les élections de 1954 mais, peu avant cette date, Menzies révéla qu'un diplomate soviétique en poste à Canberra, Vladimir Petrov, était passé à l'Ouest et qu'il avait révélé l'existence d'un noyau d'espionnage russe en Australie y compris dans l'équipe d'Evatt. La guerre froide permit ainsi à Menzies de gagner à nouveau les élections. Le Parti travailliste accusa Menzies d'avoir organisé la défection de Petrov mais il fut prouvé que c'était faux et que Menzies s'était contenté d'exploiter l'affaire en sa faveur.
Les suites de l'affaire Petrov fit du tort au parti travailliste et Menzies fut confortablement réélu face à Evatt en 1955 et 1958. À cette époque ayant suivi la Deuxième Guerre mondiale, à une forte croissance s'ajouta l'arrivée de nombreux immigrants ce qui permit un soutien des prix de l'immobilier et des produits industriels. Les prix des produits agricoles exportés par l'Australie étaient élevés ce qui permettait d'augmenter les recettes. Les promesses paraissant plutôt vieille-mode du parti travailliste ne faisaient pas recette face à un Menzies qui promettait la stabilité et la prospérité pour tous.
Le nouveau chef du parti travailliste, Arthur Calwell donna des frayeurs à Menzies après qu'une mauvaise décision d'augmenter les taux d'intérêt pour ralentir les emprunts et l'inflation s'accompagna d'une montée du chômage. Aux élections de 1961, Menzies n'eut qu'une majorité de deux voix mais il fut capable d'exploiter les divisions du parti travailliste au sujet de la guerre froide ou de l'alliance avec les États-Unis ce qui lui permit d'améliorer sa majorité aux élections de 1963. En plus, Calwell fut photographié devant un hôtel de Canberra où se tenait une réunion du conseil exécutif (que Menzies surnommait « les inconnus ») de l'ALP pour déterminer sa ligne politique ce qui participa aussi à la victoire de 1963. Cette élection fut la première élection télévisée et Menzies bien qu'âgé de près de 70 ans se montra maître dans l'utilisation de ce nouveau média.
En 1965 Menzies prit la décision d'envoyer des soldats australiens participer à la guerre du Viêt Nam et de réintroduire le service militaire. Ces deux décisions améliorèrent sa popularité dans un premier temps mais furent par la suite un boulet pour ses successeurs. En dépit de son acceptation du nouvel équilibre des forces mondiales dans le Pacifique et de son soutien sans faille aux américains, il continua de proclamer publiquement son attachement au Royaume-Uni et son admiration pour la reine Élisabeth II. Il n'hésita pas à se définir comme « anglais jusqu'au bout des ongles » à une époque où l'étoile britannique et monarchique vacillait pour le peuple australien.
Menzies quitta la vie politique en janvier 1966 et fut remplacé comme chef du parti libéral et comme Premier ministre par son ministre des Finances Harold Holt. Après sa retraite, la reine le nomma « Lord Warden of the Cinque Ports ». Il parcourut les États-Unis pour y donner des conférences et publia deux volumes de mémoires. Il fut frappé par deux accidents vasculaires cérébraux l'un en 1968, l'autre en 1971. Il ne réapparut plus en public et devint très aigri vis-à-vis de ses anciens collègues. Il mourut d'un infarctus du myocarde à Melbourne le 15 mai 1978 et eut droit à des funérailles nationales.
Menzies fut Premier ministre pendant 18 ans, 5 mois et 12 jours ce qui en fait de loin le Premier ministre ayant occupé le plus longtemps le poste et pendant son second mandat, il domina la vie politique australienne comme personne ne l'avait jamais fait. Il réussit à faire oublier les erreurs de son premier mandat et à faire appliquer progressivement les idées conservatrices de son parti. Ce fut une grande réussite de sa part. Il fit aussi beaucoup pour le développement de l'enseignement supérieur en Australie et fit du développement de Canberra un de ses projets favoris.
Les critiques disent que le succès de Menzies est dû surtout à un concours de circonstances favorables avec le boom de l'après-guerre et sa manipulation des craintes communistes qu'il sut utiliser pendant la guerre froide. Il fut aussi aidé par les dissensions à l'intérieur du parti travailliste pendant les années 1950 et surtout par la scission de parti libéral australien en 1954[réf. nécessaire]. Mais sa réputation parmi les conservateurs ne fut pas entachée et il reste la figure la plus célèbre du parti libéral.